# Psychotria spectabilis
Psychotria spectabilis är en måreväxtart som beskrevs av Julian Alfred Steyermark. Psychotria spectabilis ingår i släktet Psychotria och familjen måreväxter. Inga underarter finns listade i Catalogue of Life.